# Pršut
Pršut (mlet. persuto, tal. prosciutto: prosušen, od lat. prae exsuctus, vulg. lat. perexsuctus: vrlo isušen), trajni suhomesnati proizvod dobiven soljenjem, tlačenjem i sušenjem najčešće svinjskog, rjeđe goveđeg i ovčjeg buta.
Tradicionalno se priprema u južnoeuropskim zemljama, od Portugala (presunto) i Španjolske (jamón), preko Italije (prosciutto), pa do Slovenije, Hrvatske, Bosne i Hercegovine, Crne Gore i Srbije.